# Exocentrus reticulatus
Exocentrus reticulatus là một loài bọ cánh cứng trong họ Cerambycidae.